# Luciano Azevedo
Luciano Azevedo (São Paulo, 25 de junho de 1981) é um lutador de Luta livre esportiva e MMA brasileiro  e atual campeão do Cage Gladiators na categoria peso leve.
Ele é conhecido por ser o primeiro lutador a derrotar José Aldo.